# دييغو ميشيلز
دييغو ميشيلز (بالهولندية: Diego Michiels)‏ هو لاعب كرة قدم هولندي في مركز الدفاع، ولد في 8 أغسطس 1990 في ديفينتر في هولندا. شارك مع منتخب إندونيسيا تحت 23 سنة لكرة القدم ومنتخب إندونيسيا لكرة القدم. أما مع النوادي، فقد لعب مع غو أهد إيغلز ونادي آريما كرونوس ونادي سريويجايا.

## وصلات خارجية
- دييغو ميشيلز على موقع قاعدة بيانات كرة القدم.إي يو (الإنجليزية)
- دييغو ميشيلز على موقع ناشيونال فوتبول تيمز (الإنجليزية)
- دييغو ميشيلز على موقع Soccerway.com (الإنجليزية)